# 博尔戈圣乔瓦尼
博尔戈圣乔瓦尼（義大利語：Borgo San Giovanni）是意大利洛迪省的一个市镇。总面积7平方公里，人口2127人，人口密度303.9人/平方公里（2009年）。ISTAT代码为098005。